# Amegilla quadrifasciata
Amegilla quadrifasciata är en biart som först beskrevs av De Villers 1789.  Den ingår i släktet Amegilla och familjen långtungebin. Inga underarter finns listade i Catalogue of Life.

## Beskrivning
Biet har en hårig, brunaktig mellankropp och en bakkropp med svarta och vita längsstrimmor. Facettögonen är mycket stora, och tungan är lång. Biet är inte särskilt stort, kroppslängden varierar mellan 9 och 12 mm.

## Ekologi
Flygtiden varar mellan mars och juni. Arten flyger framför att till ärtväxter som Alhagi kirghisorum och blålusern samt kransblommiga växter som basilikor och salviasläktet.

### Fortplantning
Arten är ett solitärt bi, där varje hona tar hand om sina egna larver. För denna art gräver honan en tunnel i lös jord och inrättar där ett antal larvceller som hon fyller med nektar och pollen, avsett som näring till larven, för att sedan lägga ett ägg på mathögen. Larverna förpuppas under hösten och övervintrar som puppor för att komma fram som vuxna bin i mars.

## Utbredning
Arten förekommer i Syd- och Centraleuropa, i Nordafrika och i Centralasien.

## Bildgalleri

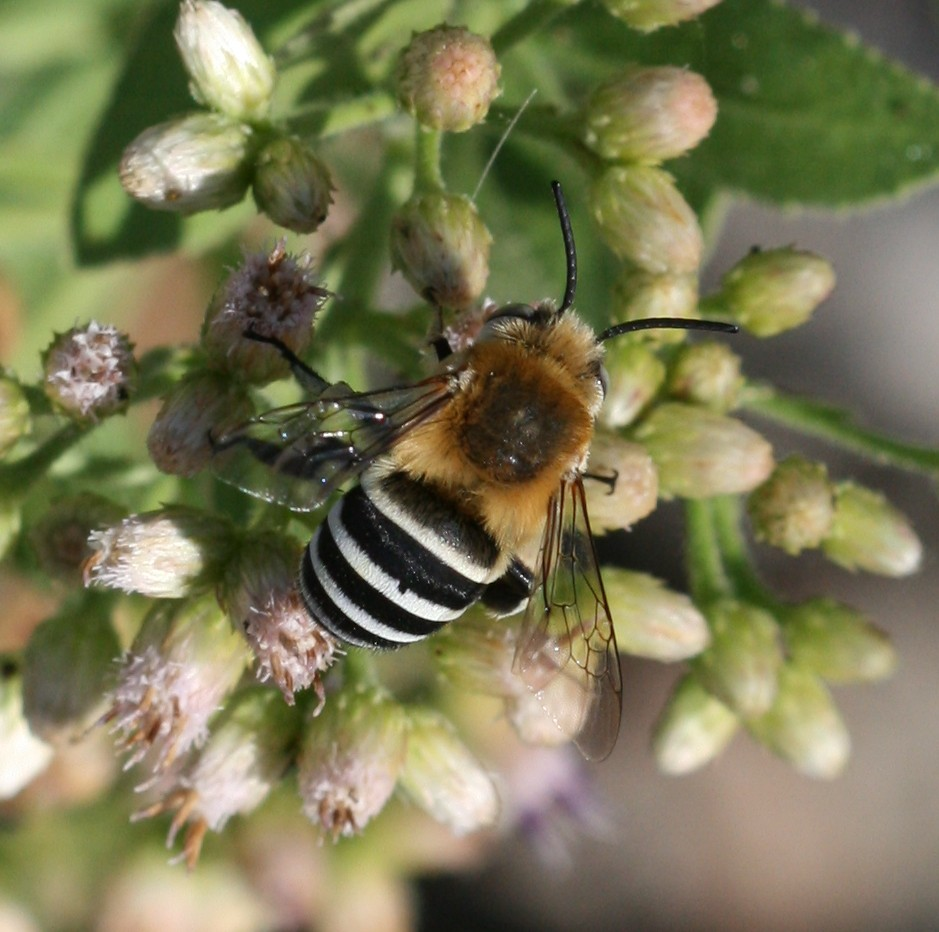
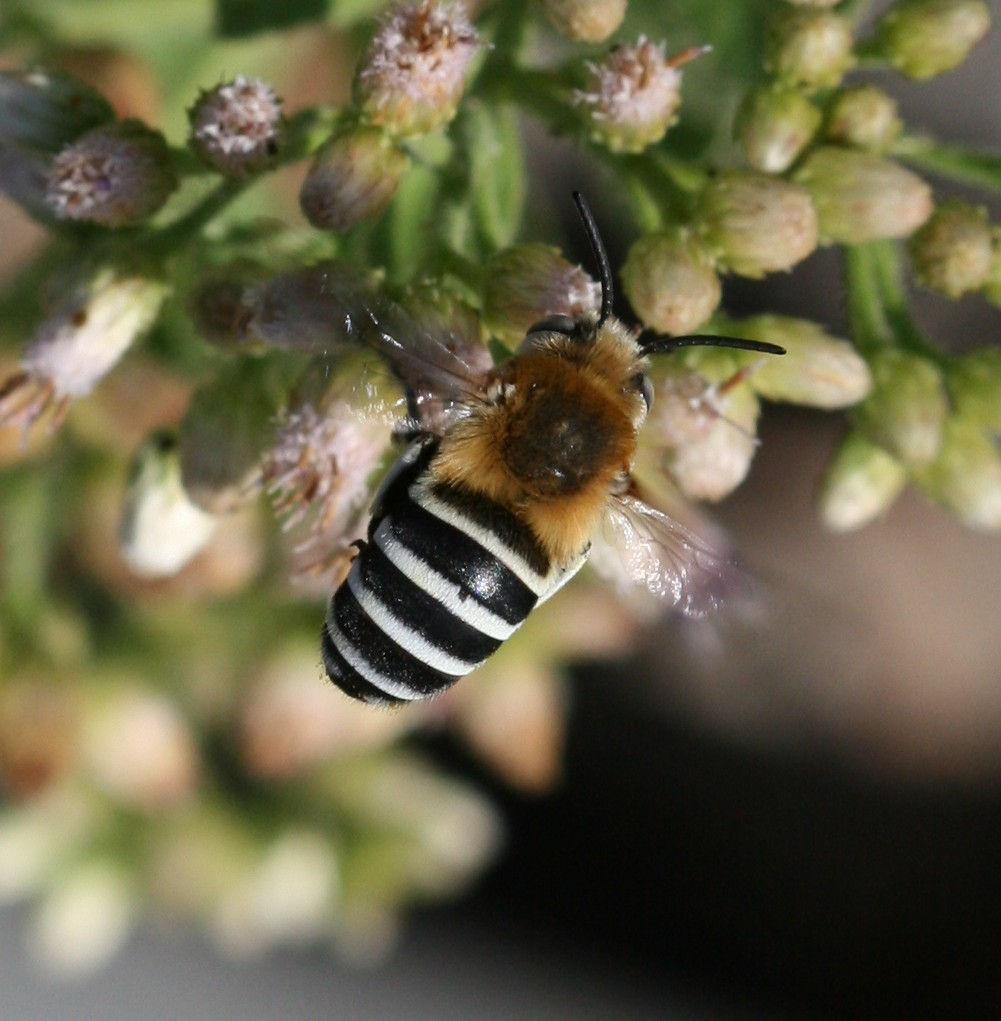
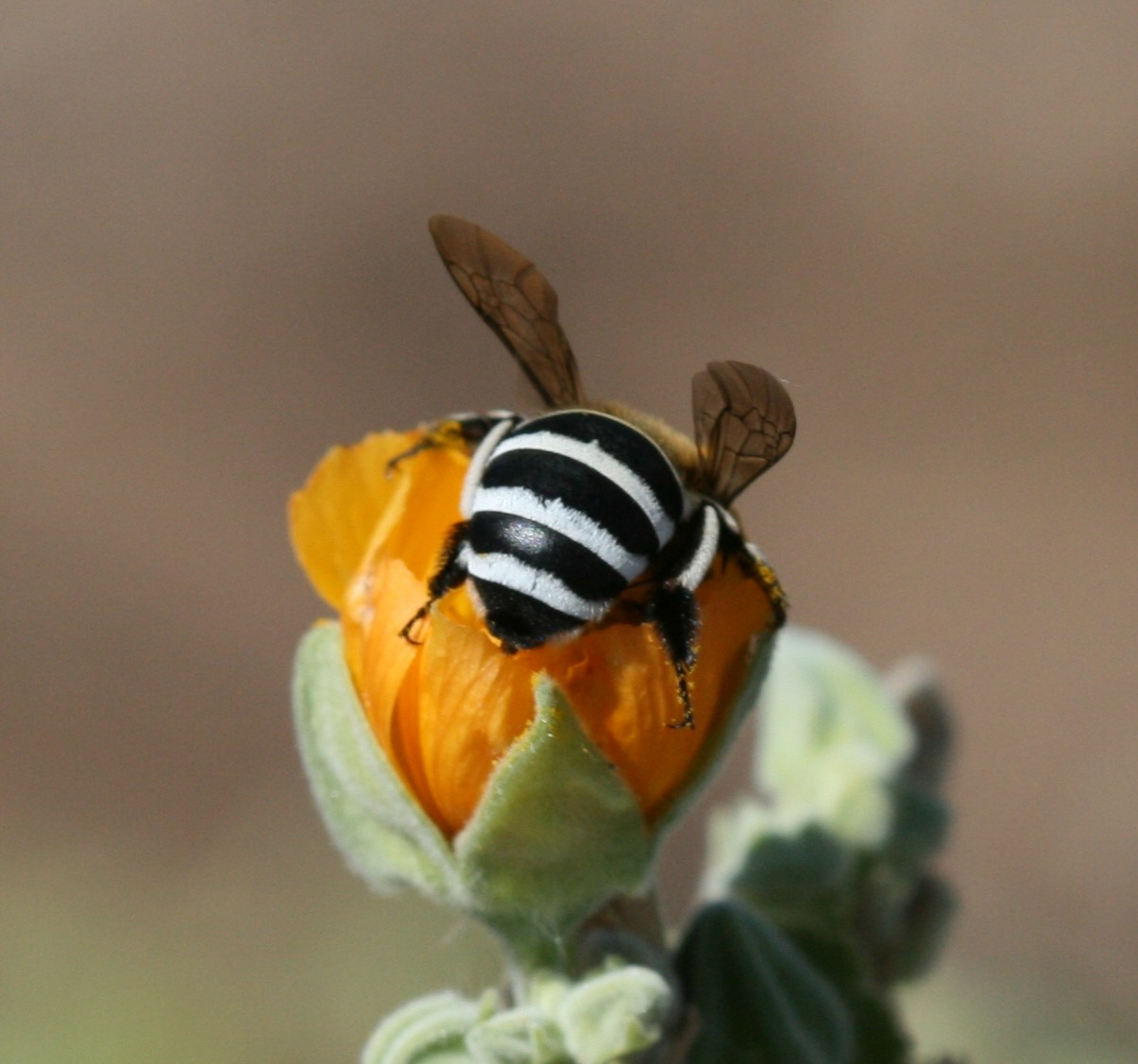